# إدوين أإيههار
إدوين أُإيههار (باليابانية: 上原 エドウィン) (مواليد 21 يوليو 1969)، هو لاعب كرة قدم ياباني سابق كان يلعب كلاعب وسط.

## وصلات خارجية
- إدوين أإيههار على موقع رابطة كرة القدم اليابانية للمحترفين (اليابانية)
- إدوين أإيههار على موقع عالم كرة القدم.نت (الإنجليزية)